# Conference Board of the Mathematical Sciences
La Conference Board of the Mathematical Sciences (en abrégée CBMS ) est une organisation faîtière  regroupant dix-sept sociétés professionnelles en sciences mathématiques des États-Unis. Elle et ses sociétés membres sont reconnues par l'Union mathématique internationale comme des sociétés mathématiques nationales de leur pays.
La CBMS a été fondée en 1960 en tant qu'organisation qui a succédé au Policy Committee for Mathematics (fondé par l'American Mathematical Society et la Mathematical Association of America sous le nom de War Policy Committee en 1942) et à la Conference Organization of the Mathematical Sciences de 1958,. En plus de représenter les mathématiques des États-Unis à l'Union mathématique internationale, elle sert de canal de communication entre ses sociétés membres et le gouvernement américain, et coordonne les projets communs de ses sociétés membres.

## Sociétés membres
- AMATYC   American Mathematical Association of Two-Year Colleges (en)
- AMS      American Mathematical Society
- AMTE     Association of Mathematics Teacher Educators
- ASA      American Statistical Association
- ASL      Association for Symbolic Logic
- AWM      Association for Women in Mathematics
- ASSM     Association of State Supervisors of Mathematics
- BBA      Benjamin Banneker Association
- IMS      Institute of Mathematical Statistics
- INFORMS  Institute for Operations Research and the Management Sciences
- MAA      Mathematical Association of America
- MoMath   National Museum of Mathematics
- NAM      National Association of Mathematicians (en)
- NCSM     National Council of Supervisors of Mathematics
- NCTM     National Council of Teachers of Mathematics (en)
- SIAM     Society for Industrial and Applied Mathematics
- SOA      Society of Actuaries (en)
- TODOS    TODOS: Mathematics for All
- WME      Women and Mathematics Education

## Direction
- Le directeur du Board est, en 2021, David Bressoud. Chacune des sociétés membres est représentée dans le conseil. La société édite une série de monographies sur l'éducation, la CBMS Issues in Mathematics Education Series sous les auspices de l'AMS.